# Asthenes cactorum
Asthenes cactorum é uma espécie de ave da família Furnariidae.
É endémica do Peru.
Os seus habitats naturais são: matagal tropical ou subtropical de alta altitude.